# Pseudogastromyzon
Genre
Pseudogastromyzon est un genre de poissons téléostéens de la famille des Gastromyzontidae et de l'ordre des Cypriniformes.

## Liste des espèces
Selon FishBase (16 juillet 2015):
- Pseudogastromyzon buas (Mai, 1978)
- Pseudogastromyzon changtingensis
  - Pseudogastromyzon changtingensis changtingensis Liang, 1942
  - Pseudogastromyzon changtingensis tungpeiensis Chen & Liang, 1949
- Pseudogastromyzon cheni Liang, 1942
- Pseudogastromyzon daon (Mai, 1978)
- Pseudogastromyzon elongatus (Mai, 1978)
- Pseudogastromyzon fangi (Nichols, 1931)
- Pseudogastromyzon fasciatus (Sauvage, 1878)
- Pseudogastromyzon laticeps Chen & Zheng, 1980
- Pseudogastromyzon lianjiangensis Zheng, 1981
- Pseudogastromyzon loos (Mai, 1978)
- Pseudogastromyzon meihuashanensis Li, 1998
- Pseudogastromyzon myersi Herre, 1932
- Pseudogastromyzon peristictus Zheng & Li, 1986

### Note
Selon M. Kottelat (2012), seulement 9 espèces:
- Pseudogastromyzon changtingensis Y. S. Liang, 1942
- Pseudogastromyzon cheni Y. S. Liang, 1942
- Pseudogastromyzon fangi (Nichols, 1931)
- Pseudogastromyzon fasciatus (Sauvage, 1878)
- Pseudogastromyzon laticeps Yi-Yu Chen & C. Y. Zheng, 1980
- Pseudogastromyzon lianjiangensis C. Y. Zheng, 1981
- Pseudogastromyzon meihuashanensis S. Q. Li, 1998
- Pseudogastromyzon myersi Herre, 1932 (Sucker-belly loach)
- Pseudogastromyzon peristictus C. Y. Zheng & J. P. Li, 1986